# Хилиазм
Хилиа́зм (от греч. χῑλιάς «тысяча»), или милленари́зм (от лат. mille «тысяча» + лат. annus «год») — богословское понятие (теория), представления в рамках христианской эсхатологии о «периоде торжества правды Божьей на земле», в котором Иисус Христос и христиане будут править миром на протяжении тысячи лет.
Как считают приверженцы хилиазма, по окончании Тысячелетнего царства в соответствии с библейским пророчеством (Откр. 20) наступит время Страшного суда, конца истории и установления будущего вечного состояния — под новым небом на новой Земле (Откр. 21:1). Некоторые из них считают, что между окончанием Тысячелетнего царства и Страшным судом будет короткий период, в который состоится решающая битва с сатаной.
Как отмечал историк религии и философ академик Л. Н. Митрохин, став «выражением мечты широких масс о земной справедливости и устранении социального зла», хилиазм на протяжении всей церковной истории вызывал неоднозначное отношение. Это учение нередко использовалось в политических целях, а дискуссия о нём порой принимала ожесточённый характер. В разные эпохи доминировали различные взгляды на Тысячелетнее царство, начиная от буквального понимания и до самого утончённого спиритуалистического толкования.
В настоящее время различные варианты милленаризма (преимущественно премилленаризм) получили распространение в некоторых поздних протестантских церквях (баптисты, адвентисты, пятидесятники, мессианские иудеи и другие конфессии, эсхатология которых испытала влияние диспенсационализма).
Нередко под милленаризмом в широком смысле понимают учение о периоде торжества правды Бога на земле.

## Хилиазм и Библия

### В Ветхом Завете

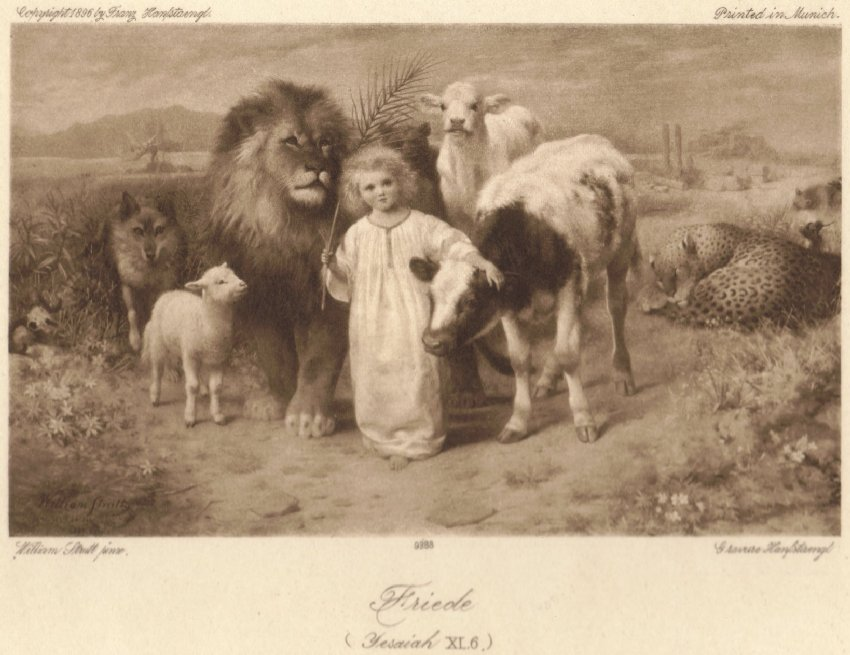
«Тогда волк будет жить вместе с ягненком, и барс будет лежать вместе с козленком; и теленок, и молодой лев, и вол будут вместе, и малое дитя будет водить их»

Наступление «Золотого века» предрекал ряд ветхозаветных пророков. Об этом пророчествовали Исайя (например, Ис. 2:2—4, Ис. 11:6—9, Ис. 16:4, Ис. 65:17—25 и пр.), Иезекииль (Иез. 40-48), Михей (Мих. 4:1) и другие.
В Ветхом Завете этот период описан как время счастья, здоровья и благоденствия (Ис. 35:5). Искупленные Господом возвратятся на Сион, и вечная радость будет над головами их, они найдут радость и веселье, а печаль и воздыхание удалятся (Ис. 35:10, Ис. 51:11). В это время «земля будет наполнена ведением Господа, как воды наполняют море» (Ис. 11:9). Тогда будут дружить не только отдельные люди, но и целые народы, люди уже не будут учиться воевать (Ис. 2:4).
В премилленаризме мессианская эра отождествляется как с Тысячелетним царством, так и временем после Страшного суда (новым небом и новой землёй).
В амилленаризме, традиционном для католицизма, православия и «исторического протестантизма», мессианская эра отождествляется с «временем Церкви» (между первым и вторым пришествием Христа) или временем после второго пришествия Христа (новое небо и новая земля).
В Ветхом завете отсутствует понятие тысячелетнего царства, но встречается схожее ему понятие вечное царство (например, Дан. 2:44, Дан. 7:14).

### В апокрифах
В период между написанием Ветхого и Нового Заветов, а также в I веке пророчества о мессианском Царстве на земле появляются все чаще — в апокрифах (в Книге Еноха, Апокалипсисе Варуха, Третьей Книге Ездры).

### В Книге Откровение
В основе милленаризма лежит буквальное прочтение библейского пророчества из 20-й главы Апокалипсиса:
И увидел я престолы и сидящих на них, которым дано было судить, и души обезглавленных за свидетельство Иисуса и за слово Божие, которые не поклонились зверю, ни образу его, и не приняли начертания на чело своё и на руку свою. Они ожили и царствовали со Христом тысячу лет.Откр. 20:4
Всего же в начале 20-й главы Книги Откровение выражение «тысяча лет» (τὰ χίλια ἔτη) употребляется шесть раз:
1. 2-й стих — Сатана скован на тысячу лет;
2. 3-й стих — Сатана будет освобожден через тысячу лет;
3. 4-й стих — суд, воскресение мёртвых и тысячелетнее царствование воскресших;
4. 5-й стих — прочие умершие не воскресли, пока не прошла тысяча лет;
5. 6-й стих — блаженство, святость и священство воскресших в первом воскресении;
6. 7-й стих — освобождение Сатаны через тысячу лет.

Кроме этих пророчеств, с тысячелетним царством в хилиазме связываются отдельные ветхозаветные пророчества.

## Основные концепции толкования Тысячелетнего царства
В христианской Церкви существует три основных подхода к толкованию библейских стихов, в которых содержатся упоминания или намёки на Тысячелетнее царство:
1. премилленаризм,
2. постмилленаризм,
3. амилленаризм.

Основой для расхождения стал вопрос, что именно в пророчестве из Книги Откровения следует толковать буквально, а что — символически.
Эти подходы разделяются на две основные категории:
- хилиазм (иудохилиазм и премилленаризм)
- и хиллегоризм (постмилленаризм и амилленаризм).

Хилиазм (от греч. χιλιας — тысяча), или милленаризм [или миллениализм] (от лат. mille — тысяча) — учение, в основе которого лежит буквальное толкование пророчества Откр 20:1-4 о тысячелетнем периоде царствования праведников со Христом.
Хиллегоризм (от греч. χιλιας — тысяча; и αλληγορία — иносказание) — учение, в основе которого лежит переносное толкование пророчества Откр 20:1-4 о тысячелетнем периоде царствования праведников со Христом.

### Премилленаризм

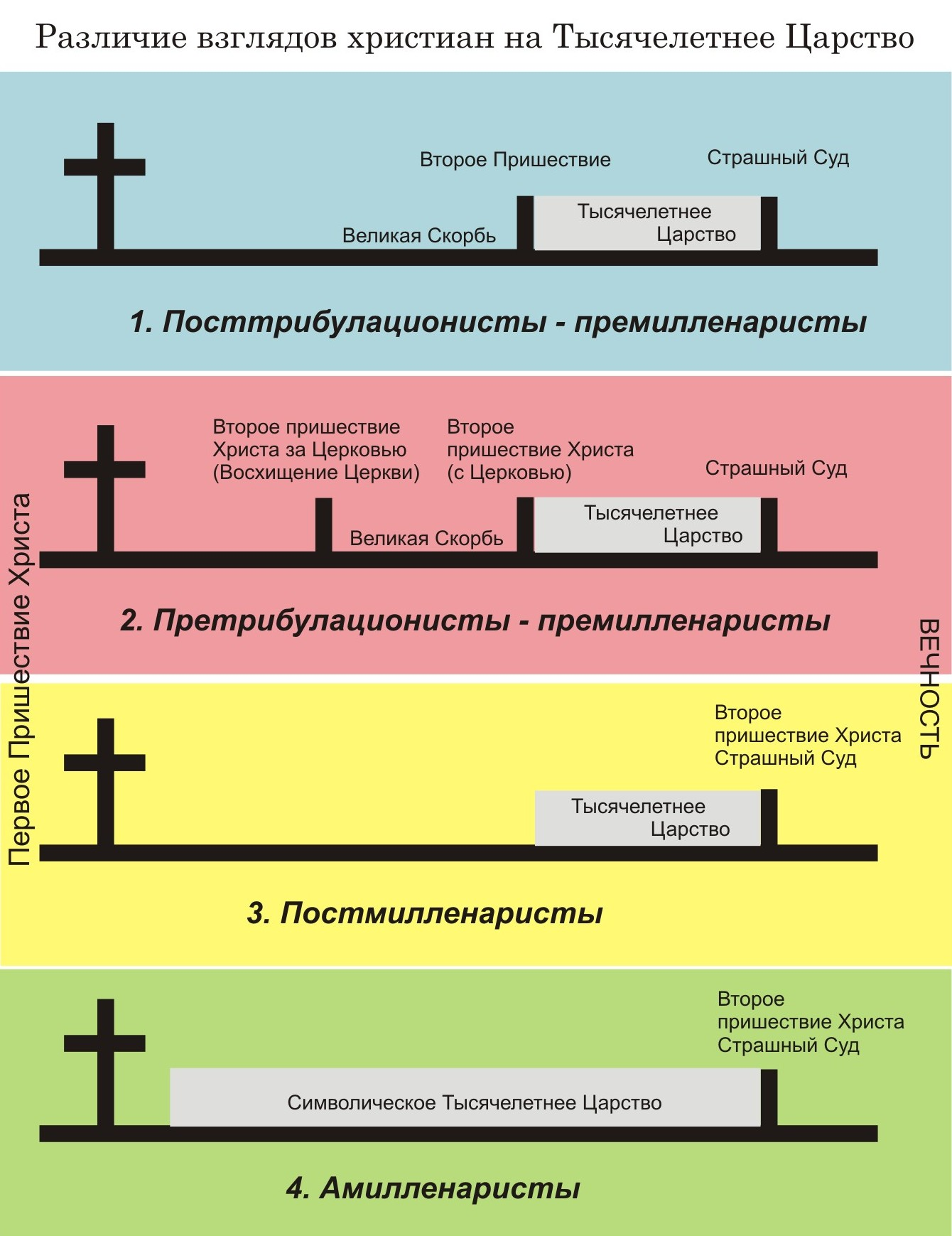
Различие взглядов христиан на Тысячелетнее Царство

Сторонники премилленаризма верят, что Тысячелетнее царство будет установлено после Второго пришествия Христа и связанного с ним времени Великой скорби для человечества. Христос будет править 1000 лет, телесно пребывая на Земле. Праведные воскреснут и будут царствовать вместе со Христом. По окончании тысячелетия произойдёт непродолжительное по времени восстание сатаны. Оно будет быстро подавлено, нечестивые умершие будут преданы суду. Вслед за этим наступит вечность.
Выделяют две основные формы премилленаризма:
1. диспенсационалистский премилленаризм, или диспенсациональный;
2. исторический премилленаризм[англ.], или классический[6].

В эсхатологии исторического премилленаризма видимому пришествию Иисуса Христа и восхищению Церкви предшествует великая скорбь, а в диспенсациональном премилленаризме отдельно от видимого второго пришествия выделяется невидимое восхищение Церкви, которое согласно их взглядам будем перед великой скорбью.
Также для диспенсационализма характерно стремление истолкования библейских пророчеств «настолько буквально, насколько это возможно». Они считают, что Писание следует толковать буквально до тех пор, пока контекст определённо не покажет, что автор имел в виду обратное. Этот принцип особенно применяется для истолкования ветхозаветных пророчеств об Израиле. В отличие от исторического премилленаризма и амилленаризма пророчества об Израиле в Ветхом Завете в диспенсациональном премилленаризме рассматриваются как относящиеся к этническому Израилю, а не к духовному Израилю (Церкви). И поэтому, в отличие от богословов исторического премилленаризма (таких как Джордж Лэдд), основывающих свои взгляды только на Новозаветном пророчестве из Книги Откровения (Отк. 20:1-6), диспенсационалисты отождествляет с Тысячелетним царством все пророчества Ветхого Завета о грядущей славе Израиля.
Известные представители исторического премилленаризма — Чарльз Сперджен, Джордж Лэдд, диспенсационалистского — Джон Нельсон Дарби, Сайрус Скоуфилд.
В буквальном, хронологическом понимании премилленаризма, к премилленаристам могут относить адвентистов седьмого дня и свидетелей Иеговы, но эсхатология в богословии этих конфессий существенно отличается от учения диспенсационализма и исторического премилленаризма.
Адвентисты седьмого дня отвергают возможность рая на земле до уничтожения греха и верят в Тысячелетнее царство на небе для всех спасённых и рай на земле после создания нового неба и новой земли.
Свидетели Иеговы отвергают восхищение Церкви на небо (за исключением 144 000 «избранных») и учат о Тысячелетнем царстве (рае на земле) после Армагеддона, но не после второго пришествия Христа (невидимого, по их учению).

### Постмилленаризм
Приверженцы постмилленаризма полагают, что Миллениум (Тысячелетнее царство) предшествует Второму пришествию Иисуса Христа. При этом собственно Миллениум обычно понимается не буквально как 1000 лет, а просто как продолжительный период времени.
Эсхатологическая идея Тысячелетнего царства в представлении постмилленариев заключается в непрерывном росте влияния Евангелия на мир и обращении к Иисусу Христу всё большего числа людей. В результате христиане всё больше и больше будут менять мир к лучшему, общество всё более и более будет жить по законам Божьим, в результате чего на Земле и наступит Тысячелетнее царство. Он окончится Вторым пришествием Христа, последним судом и созданием нового неба и новой земли. В качестве обоснования своей позиции, постмилленарии приводят отрывки из Библии, говорящие об успешном распространении Евангелия. Так, в Ветхом Завете (Пс. 46:1—10, Пс. 71:1—20, Пс. 99:1—5, Ис. 45:22—25, Ос. 2:23 и др.) ясно говорится, что все народы придут к познанию Бога. Сам Иисус не раз говорил, что до Его второго пришествия Евангелие будет проповедано во всем мире.
«Отцом» постмилленаризма считают писателя и богослова XVII века Дэниэла Уитби (англ. Daniel Whitby), который считал, что «Христос будет царствовать в мире, духовно управляя им через Свою Церковь и её проповедь евангельской вести». Эта идея получила большую популярность в XIX веке и в то время наглядно подтверждалась техническим прогрессом, ростом благосостояния, впечатляющими темпами христианизации мира. Две мировые войны, прошедшие в первой половине XX века, заметно подорвали популярность постмилленаристских взглядов.
В конце XX века в среде неохаризматического движения были сформированы варианты постмилленаризма, известные как «царство сейчас»/«царство настоящего времени» и «богословие власти». В данных концепциях высказывается мнение о скором установлении владычества Церкви над каждой сферой общественной жизни, создании политических «христианских правительств» в ключевых странах мира, искоренении антихристианских законов, окончательном исполнении Великого поручения и подготовки планеты ко «встрече со Христом». На постсоветском пространстве выразителем этих идей стал пастор Алексей Ледяев, автор книги «Новый мировой порядок».

### Амилленаризм
Сторонники амилленаризма также понимают Тысячелетнее царство аллегорически. Они считают, что этот период длится в настоящее время, в эпоху воинствующей Церкви, с воскресением Христа и Его вторым пришествием. Амилленаристы считают, что в это время сатана «скован», то есть его влияние на человечество очень ограничено, а Христос правит в сердцах христиан. Второе пришествие Христа ознаменует конец этого периода. Те, о ком в Книге Откровения сказано, что они будут править с Христом в течение тысячи лет — это умершие христиане, которые пребывают на небесах. В свою очередь, царствование Иисуса Христа в течение тысячелетия — не телесное, а небесное. Некоторые амилленаристы считают, что Христос вообще никогда, даже символически, не будет править на земле. Для них Тысячелетнее царство означает небесное правление Христа в вечности.
Амилленаризм и премилленаризм близки между собой историческим пессимизмом (ожиданием всеобщего отступления и воцарения антихриста, а не окончательной христианизации мира), который противопоставляет их постмилленаризму. Поэтому амилленаристская критика «хилиазма» направлена главным образом на постмилленаристские взгляды. С амилленаризмом не следует смешивать формы постмилленаризма, считающие историю Церкви «скрытой стадией» Царства, но также исповедующие его видимое торжество в мире до пришествия Христа.

## Тысячелетнее царство в богословии христианских конфессий
Амилленаристские воззрения, господствующие в католическом и православном богословии, а также вошедшие в богословие церквей Реформации, были сформулированы в V веке Августином Блаженным (наиболее полно они изложены в его сочинении «О граде Божьем»).
По мнению доктора богословия Александра Попова, отношение Церкви к Тысячелетнему царству связано с её концепцией социального самосознания: если Церковь представляет себя довлеющей над обществом, то она воспринимает Тысячелетнее царство как реально осуществляющееся в настоящее время, однако если Церковь находится во враждебном окружении и представляет внешнее общество как место обитания сатаны, то осуществление Тысячелетнего царства она видит в будущем. Во времена блаженного Августина проповедь Евангелия достигла больших успехов — христианство было принято огромной Римской империей и этот факт повлиял на его отношение к Тысячелетнему царству, считает А. Попов.

### Позиция Римско-Католической церкви
Эсхатология Римско-Католической церкви основана на концепции амилленаризма. В Катехизисе Католической Церкви хилиазм назван «смягченной формой фальсификации будущего царства», которая вместе с «политической формой секуляризованного мессианизма» охарактеризована как «антихристов обман (…) претензия на то, чтобы совершить в истории мессианское упование, которое может исполниться лишь за её пределами через эсхатологический суд (…) не через историческое торжество Церкви, достигнутое продвижением вверх, но через победу Бога над злом в его последнем наступлении».
Несмотря на то, что это возражение касается исключительно премилленаризма, Католическая церковь не санкционирует и постмилленаризм, указав в 1944 году, что «система умеренного милленаризма, учащая, что Христос Господь ещё до последнего суда или с предварительным воскресением многих праведных, или без него видимо придёт, чтобы править этой землёй (…) не может преподаваться безопасно».

### Позиция Православной церкви
Православная церковь никогда официально не выражала богословскую позицию по данному вопросу, однако в целом традиционно придерживается амилленаризма, отвергая буквальную трактовку «Тысячелетнего царства» и считая, что «Царство» — это сама Церковь, дьявол со времени её рождения уже не прельщает народы (τὰ ἔθνη — язычников), которым проповедано Евангелие, а видение, описанное в Апокалипсисе (Отк. 20:1-10) является кратким пересказом виденного ранее (то есть освобождение дьявола тождественно царству антихриста). Согласно этому толкованию, под «Тысячелетним царством» «следует понимать период времени от самого начала благостного царства Церкви Христовой, в особенности Церковь Небесную, торжествующую. Воинствующая на земле Церковь, по существу, тоже торжествует победу, совершенную Спасителем, но она ещё переживает брань с „князем века сего“, которая закончится поражением сатаны и окончательным низвержением его в озеро огненное».
Хилиастические взгляды разделялись некоторыми из отцов и учителей Православной церкви, которые держались их как своего частного мнения, не вступая в конфликт с общим церковным вероучением. До настоящего времени в православии нет единодушия в осуждении или принятии буквального понимания Тысячелетнего царства: «впали в заблуждение, подпали осуждению и обращены в ничтожество имена врагов и противников этой великой истины». Православное богословие не ставит окончательную точку в этом вопросе. «История догмы, — пишет протоиерей С. Н. Булгаков, — знает отдельные частные мнения, притом различные до полной противоположности, однако не было и нет ещё определения церковного».
Премилленаристская эсхатология отражена в «Краткой повести об антихристе» православного философа В. С. Соловьёва, в которой автор пересматривает свой ранний исторический оптимизм (фактически, постмилленаристский).

### Протестантизм
Лютеранство — со времен Лютера лютеранское богословие придерживается амилленаристской концепции.
В главных вероучительных документах церквей Реформации (Аугсбургское исповедание, 1, VII; «Тридцать девять статей», IV; Вестминстерское исповедание, гл. 32 — 33), выражена вера в возвращение Христа, но ничего не говорится об апокалиптическом милленаризме.
Идеи милленаризма были популярны в определённое время среди анабаптистов во времена Реформации, в среде пуритан во время английской революции в XVII веке. После Великой французской революции возродился интерес к идеям премилленаризма, который получил особую популярность в протестантской среде в XIX веке. В XIX веке благодаря Дарби диспенсационализм получил широкое распространение в среде консервативных протестантов в США и вытеснил старые премилленаристские идеи. В XX веке новый импульс распространению идеи диспенсационализма получили благодаря выходу в свет Справочной Библии Скоуфилда и деятельности богословских школ Библейского института Муди и Далласской теологической семинарии.
Некоторые характерные признаки постмилленаризма (без акцента на собственно эсхатологию и экзегетического обоснования) можно усмотреть в программной статье русского баптиста И. С. Проханова «Новая, или Евангельская жизнь» и последовавшей полемике с «пессимистами».
В настоящее время различные варианты милленаризма (премилленаризм, постмилленаризм) получили распространение в протестантских церквях, эсхатология которых подверглась влиянию диспенсационализма (главным образом баптисты, пятидесятники).
В богословии адвентистов седьмого дня Тысячелетнее царство понимается как период между первым воскресением (праведных) во время второго пришествия Христа и вторым воскресением (неправедных). На это время все спасенные будут взяты на небо, Земля будет опустошена, и на небе будет происходить суд над мёртвыми неправедными (исследоваться их жизнь в присутствии спасённых). После этого Небесный Иерусалим сойдёт на Землю, неправедные воскреснут и, обольщённые сатаной, пойдут войной на Небесный Иерусалим, но будут уничтожены огнём.
Для богословия либерального протестантизма характерно отрицания буквальности второго пришествия Иисуса Христа и апокалиптических событий, с ним связанных. Эсхатология рассматривается в этическом смысле, популярны идеи о построении Царства Божьего на Земле путём постепенного преобразования общества под влиянием проповеди Евангелия (идеология «социального евангелизма»).

## Тысячелетнее царство в богословии парахристианских конфессий
Представления о Тысячелетнем царстве существуют в некоторых парахристианских конфессиях.

### Свидетели Иеговы
В эсхатологии свидетелей Иеговы Тысячелетнее царство понимается буквально как 1000 лет после Армагеддона, во время которого будут уничтожены неправедные, после чего построен рай на Земле под руководством 144 000 «помазанников», взятых на небо.
Представители этого направления понимают Тысячелетнее царство как период после второго пришествия Иисуса Христа, считая, что присутствие его началось в 1914 году, а отсчёт периода в тысячу лет начнётся после Армагеддона. В это время, помимо «великого множества» верных «из всех племен и колен, и народов и языков» (Откр. 7:9), будут воскрешены те, кто не имел возможности услышать весть о Царстве Иеговы, чтобы сделать свой выбор. Свидетели Иеговы увязывают с идеей Тысячелетнего царства пророчество о 144 тысячах из Книги Откровение (Откр. 7:1-8 и Откр. 14:1), буквально понимая их число и рассматривая их как имеющих «небесную надежду» представителей из всех народов, которые будут взяты на небеса, в то время как все остальные спасённые, имеющие «земную надежду», после наступления Тысячелетнего царства будут жить на земле. Большая часть из числа 144 000 небесных «помазанников» уже забрана невидимым образом на небо после своей смерти. Затем, после тысячелетнего заключения, Сатана будет освобождён и обольстит многих живущих на земле, но все они, вместе с Сатаной, будут окончательно уничтожены Богом.

## История милленаризма
Богослов Уэйн Грудэм подметил, что популярность премилленаризма среди верующих растёт в те исторические периоды, когда Церковь претерпевает гонения, а «зло и страдания умножаются в мире».

### Иудейский хилиазм
В эпоху Второго Храма, незадолго до появления Христа и вскоре после завершения его служения, окончательно сформировался иудейский хилиазм. Он представлен в апокалиптической литературе, такой как Книга Еноха, Апокалипсис Варуха, Третья книга Ездры, Заветы двенадцати патриархов и еврейские сивиллины пророчества. К его сторонникам относят секту евионитов. Для него характерно было буквальное истолкование пророческих символов и переоценка значения иудейского народа и Иерусалима как центра этого царства. Христианские комментаторы в своих оценках иудейского хилиазма указывают на «плотское» (то есть физическое, не «духовное») восприятие природы мессианского царства, характерное для иудаизма.
В иудаизме мессианское царство представляется вечным, но существуют представления и о некотором промежуточном царстве. Идея промежуточного царства встречается в «Апокалипсисе Десяти Недель», в Апокалипсисе Варуха (40:3), в третьей книге Ездры (7:28—29), в книге Еноха (91, 12-17). И то, что законоучители иудаизма различали между «днями Мессии» — ימות המשיח и «будущим миром» — עולם הבא, видно из многих мест Талмуда (Пес., 68а; Бер., 34б; Санг., 91б и 99а; Шаб., 63а и 113б). Что касается продолжительности этого промежуточного царства, то по книге Еноха (91, 12) оно будет существовать «неделю», в 3 Ездры (7:28—29) — 400 лет; это число, соответствующее 400 годам египетского ига, встречается также в Талмуде (Санг. 99а). Согласно некоторым иудейским источникам шесть тысяч лет существования мира завершатся седьмой тысячей лет для мессианского царства (Санг., 97а).

### Хилиазм и Церковь первых веков
Христианский хилиазм рассматривается как развитие иудейского хилиазма, который теперь уже нацелен на второе, а не на первое пришествие Христа (Мессии). В нём различаются два воскресения, одно до, а второе после тысячелетнего царства. С точки зрения христиан, он приобрёл более духовную форму, тысячелетнее царство Христа рассматривается лишь как прелюдия к Его вечному правлению на небесах. Христианский хилиазм также содержит идеи об Антихристе и кратком промежуточном правлении сатаны.
Автор «Истории христианской Церкви» Филипп Шафф отмечал, что хилиазм не был учением Церкви, воплощённым в какое-либо кредо или форму исповедания, однако был «широко распространённым мнением различных учителей».
Самые ранние упоминания об идеях хилиазма в христианстве связывают с именем гностика Керинфа, современника апостола Иоанна. По происхождению он был иудеем и известен как ревнитель Закона Моисея. Его также рассматривают и в качестве представителя иудейского хилиазма. Во II и III веке с его именем даже связывали авторство Книги Откровения (в особенности христианская секта алоги). Эсхатология Керинфа не упоминается у Иринея, который сам был сторонником хилиазма (совершенно другой направленности), но её описывают Гай, Дионисий (у Евсевия), Феодорит и Августин. Ранние идеи хилиазма также связывают с апокрифической книгой Послание Варнавы (авторство которой часто приписывается апостолу Варнаве), которая подобно иудейскому хилиазму содержит идею о тысячелетней субботе (гл. 15), но которая рассматривается как антииудейский полемический трактат.
Премилленаристские взгляды можно обнаружить в трудах различных авторов, таких как: Папий Иерапольский, Иустин, Ириней Лионский, Ипполит Римский, Мефодий Патарский, — впоследствии названы отцами Церкви; Тертуллиан, Непот Египетский, Аполлинарий Лаодикийский, — впоследствии названы еретиками; Лактанций, Юлий Африкан, — христианские писатели и другие.
Так, Папий Иерапольский (умер в 155 году) писал: «После воскресения мёртвых наступит Тысячелетнее царство, когда Христос установит Своё Царство на земле». Папию же принадлежит лирическое описание этого времени: «Придут дни, и уродятся виноградники с десятью тысячами лоз в каждом, и на каждой лозе будет десять тысяч побегов: на каждом побеге будет по десять тысяч гроздей (по десять тысяч виноградин каждая), и каждая даст 25 мер вина. И когда кто-либо из святых сорвёт гроздь, другая закричит: „Я лучше её, сорви меня и возблагодари мною Господа“». Слова Папия о винограднике почти дословно перекликаются с цитатой из иудейского апокрифа «Апокалипсис Баруха»: «Земля даст свой плод сам-десять-тысяч. И на одном винограднике будет тысяча лоз, а одна лоза будет иметь тысячу гроздов, а один грозд будет иметь тысячу ягод, а одна ягода принесет кор (больше 360 литров) вина». Предполагают, что он либо цитировал этот источник, или же Папий и Барух обращались к одному и тому же иудейскому источнику. Ириней Лионский считал речь Папия о виноградниках прекрасной и полностью принимал его идеи.
Иустин Мученик (жил в 110—165 годах) писал: «Я и другие здравомыслящие во всем христиане знаем, что будет воскресение тела и тысячелетие в Иерусалиме, который устроится, украсится и возвеличится».
В книге «Liber de Haeresibus» Филастрием среди других ересей описана под 59-м номером ересь хилиазма (лат. chilionetitæ — хилионетиты).
В свою очередь, против хилиазма в ту же эпоху выступили Ориген, Александрийская богословская школа, Августин, Григорий Богослов, Ефрем Сирин и другие.
В константиновскую эпоху хилиастические чаяния постепенно переносятся на Империю, христианизация которой рассматривается как исполнение пророчества. Как писал историк Евсевий Кесарийский, участники Никейского Собора, только что перенёсшие ужасы гонения Диоклетиана, при виде почестей, которые им воздавал Император и его войско, размышляли, «не наступило ли уже Тысячелетнее царство, обещанное Иоанном». В этих условиях ожидание Христова Царства на земле могло только подогревать мятежные настроения против Империи, что не раз происходило впоследствии. С другой стороны, Римская Церковь по мере углубления своей конфронтации с Империей постепенно пришла к тому, чтобы объявить не Империю, но саму себя уже наступившим «Мессианским Царством».

### Средневековый хилиазм

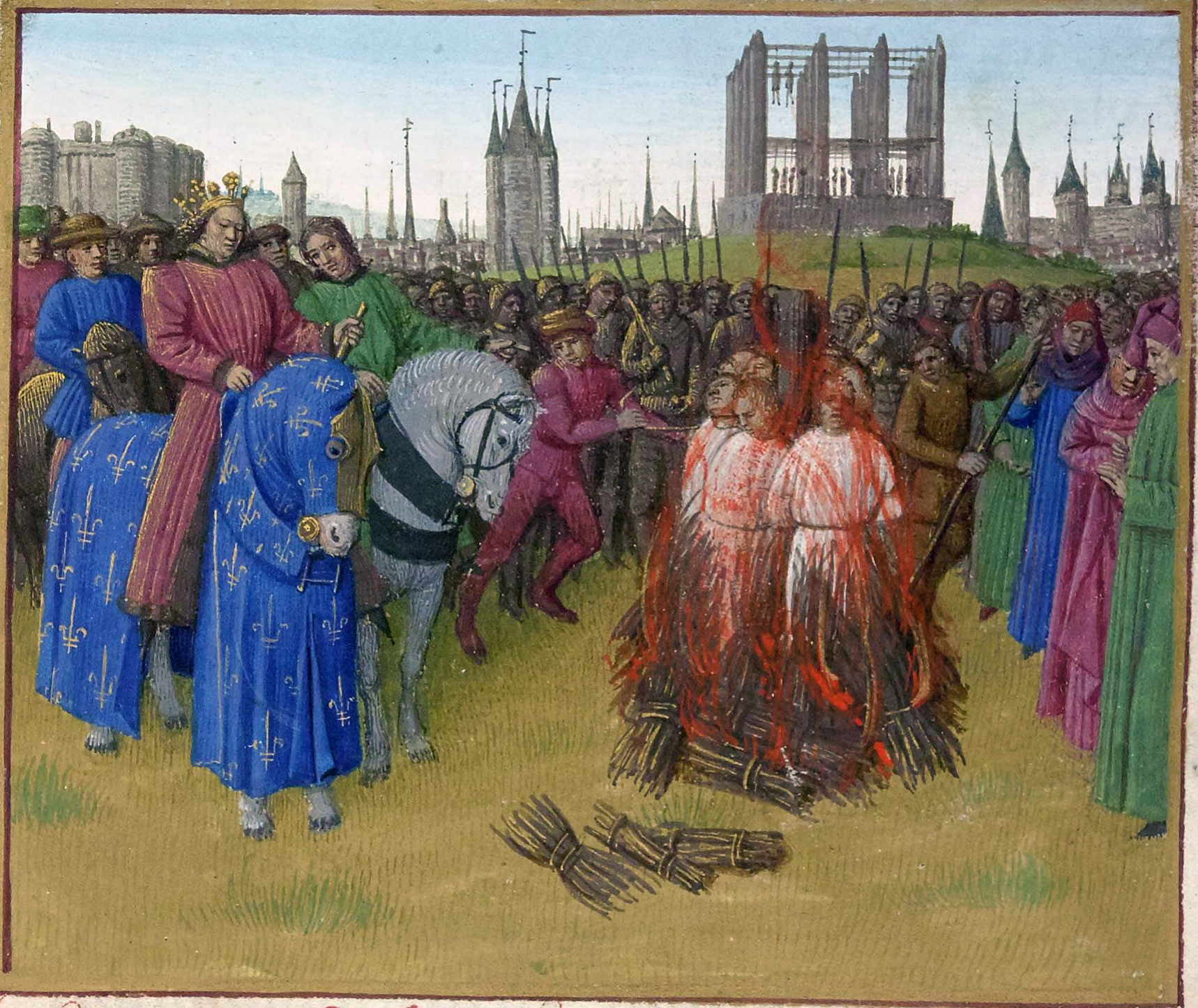
Казнь амальрикан. Иллюстрация из французской летописи XV века

В средние века милленаризм мистифицировался (появились иоахимиты, апостолики, амальрикане), приняв одновременно антифеодальный характер. Он был официально осуждён как ересь и жестоко преследовался.
Багратиды в Сакартвело (Грузия), начиная с XI века, объявили себя потомками царя Давида, а Сакартвело отождествили с Тысячелетним Царством Откровения.
Аналогично митрополит Зосима, после краха всеобщих ожиданий пришествия Христа в 1492 году (7000 год «от сотворения мира»), в новой Пасхалии проводит ту же мысль по отношению к Русскому государству.
Широко распространено ошибочное мнение о том, что хилиазм якобы был осуждён Вселенскими соборами. В действительности Второй Вселенский Собор отверг только использование этого учения Аполлинарием Лаодикийским, который умалял Сына перед Отцом, противопоставляя временное, «тысячелетнее» царство Сына вечному царству Отца. Против этого лжеучения Собор принял добавление к Никео-Константинопольскому Символу веры «Царству Его не будет конца».
В соответствии с установившейся традицией «духовного» толкования Тысячелетия многие средневековые переписчики просто выпускали те главы, в которых Ириней Лионский говорил о Тысячелетнем царстве. В первом русском издании сочинений Иринея (1900 г.) эти главы сохранены, но в библиотеках духовных академий и семинарий они зачастую были просто вырезаны.
Сильный толчок к новой волне хилиазма дал калабрийский аббат Иоахим Флорский (1132—1201) с учением о так называемом «христианстве Третьего Завета».
Согласно учению Иоахима, всемирная история распадается на три периода: Ветхого Завета — Царство Бога-Отца, Нового Завета — Царство Бога-Сына и грядущего Третьего Завета — Царство Святого Духа, которое наступит с 1260 года. Именно в Царстве Третьего Завета исполнятся все обетования Ветхого и Нового Заветов: люди будут обладать духовными телами, не требующими пищи; на земле победит свобода и любовь, а всякая власть отомрёт за ненадобностью. Это будет тысячелетнее райское состояние на земле. Последователи гностицизма же были не до конца согласны с этим учением, так как выступали за уничтожение мира.
Хилиазм Иоахима Флорского был осужден Католической Церковью на IV Латеранском соборе. Историк Норман Кон, посвятивший основательное исследование апокалиптическим движениям в Европе XI—XVI веках, называет Иоахима Флорского «самым влиятельным европейским пророком до появления марксизма». Под воздействием идей Иоахима Флорского в XIII века в Италии возникло движение флагеллантов.

### В эпоху Реформации

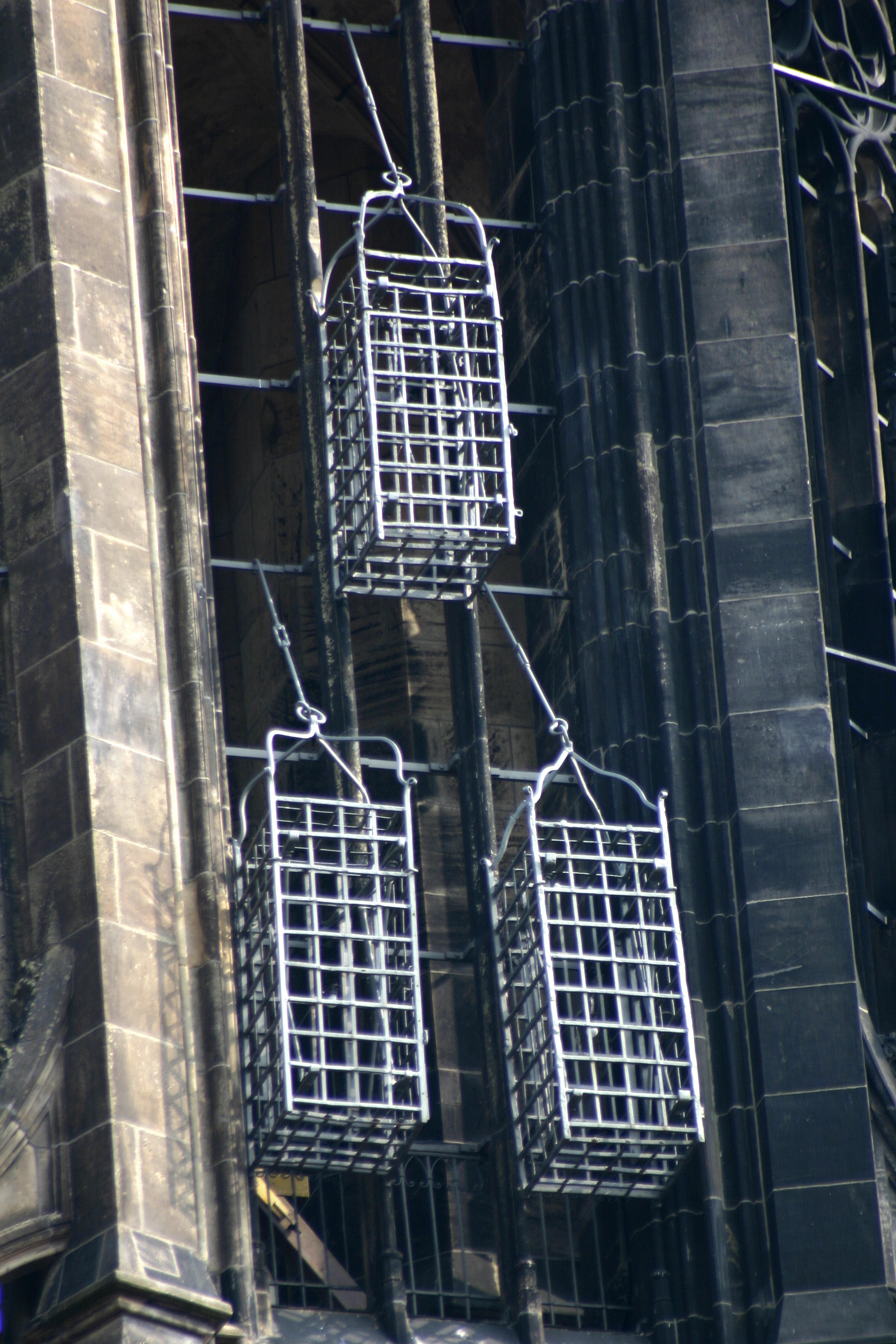
Клетки на башне церкви св. Ламберта, в которых были выставлены тела лидеров анабаптистов, под влиянием идей милленаризма создавших в 1534—1535 годах Мюнстерскую коммуну

Милленаристские утопии сотрясали европейское общество в предреформационный период и особенно в эпоху Реформации. В эпоху Реформации произошла демистификация милленаризма. Идея Божьего царства на земле стала рассматриваться как будущая компенсация за несправедливость в этой жизни. При этом верующие стали воспринимать её как достижимую в «посюсторонней жизни» при помощи собственных усилий.
Такое представление породило религиозно-коммунистические идеи, оказавшие влияние на общество в эпоху Крестьянской войны в Германии и Английской революции. Мюнцер, лидеры анабаптистов, Уинстенли считали, что людей «развращает» частная собственность, а потому её надо отменить. Это вызвало противодействие официальных церквей. После того как лидеры Мюнстерской коммуны под влиянием милленаризма решили построить «Новый Сион» и создали диктаторское теократическое государство, в основе которого лежали коммунистические принципы общности имущества и социального равенства, милленаризм был осуждён лютеранской и другими реформированными церквями.

### В новое и новейшее время
Богословие премилленаризма изменилось после Реформации. Для этого периода характерен отказ от попыток преобразовать существующее общество. Милленаризм ориентирован не вовне, а внутрь Церкви, Тысячелетнее царство вынесено за пределы земной истории. В современном фундаментализме евангельских протестантов Второе пришествие Христа воспринимается как предстоящее буквальное историческое событие, однако идея Тысячелетнего царства стала «очень абстрактной и неопределённой».

### Хилиазм среди русской интеллигенции
Влияние хилиазма оказалось длительным и глубоким; его последний всплеск мы видим в русском Серебряном веке — в так называемом «новом религиозном сознании» (Д. Мережковский, Н. Бердяев, В. Розанов, З. Гиппиус и др.), которое С. Н. Булгаков охарактеризовал как интеллигентскую хилиастическую секту.

### Влияние на историю человечества

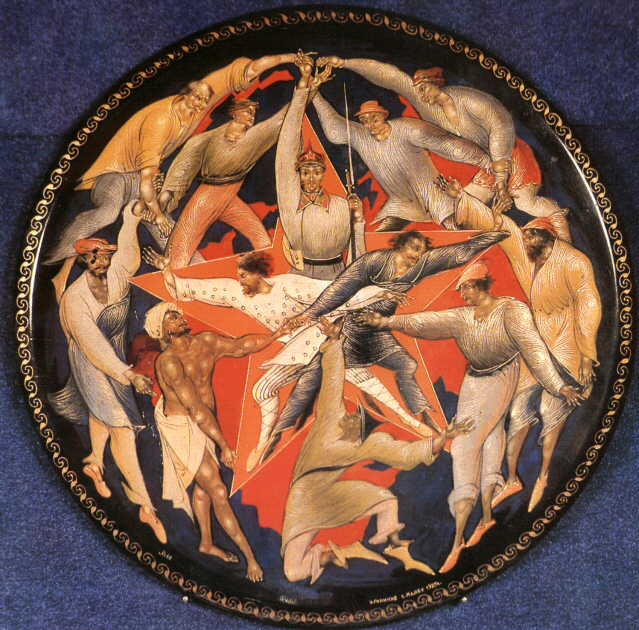
Хилиастические мотивы в советском искусстве. Иван Голиков, «Коминтерн», 1927

«Все социалистические утопии, надежды на наступление грядущего совершенства, на благой результат прогресса есть психологическое переживание и психологическая трансформация хилиазма», — писал русский философ Н. А. Бердяев.
Христианская идея о царстве справедливости и благоденствия на земле много раз заимствовалась различными политическими движениями социалистического и коммунистического направления. Разумеется, ждать прихода Христа социалисты не собирались. «Рай на земле» предлагалось построить своими силами. Эта идеология ярко выражена в пролетарском гимне «Интернационал»

Никто не даст нам избавленья:
Ни бог, ни царь и ни герой.
Добьёмся мы освобожденья
Своею собственной рукой.
<...>
Рабочие, крестьяне, будем
Великой армией Труда.
Земля дана для счастья людям,
Прогоним трутней навсегда!
Напившись крови до отвала,
Стервятник пьян, и ворон сыт.
Добьёмся, чтобы их не стало,
И вновь мир солнце озарит! 

## Милленаризм и философия
Русский философ Николай Бердяев писал: «В хилиастическую идею вложена мечта человека о счастье и блаженстве, о мессианском пире, о рае не только на небе, но и на земле, не только в вечности, но ещё в нашем историческом времени». Он видел в этом парадокс времени и вечности. «Мы переносим на вечность, что относится лишь ко времени, — писал он. — Невозможно мыслить совершенства, полноты, цельности во времени. Мысль о совершенстве во времени вызывает томящую скуку, представляется остановкой творческого движения, самодовольством».
Конфликт между сторонниками и противниками хилиазма вызван отчасти тем, что человек мыслит в рамках истории, он всегда внутри истории, в то время как Тысячелетнее царство, по Бердяеву, конец истории, явление внеисторическое. «Мы повсюду оказываемся у границ, если хотим достигнуть внешних горизонтов», — писал философ Карл Ясперс.